# Langner

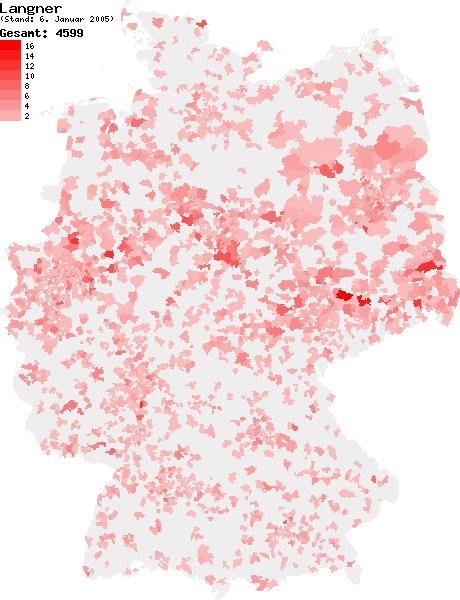
Verteilung des Namens in Deutschland (2005)

Langner ist ein deutscher Familienname.

## Varianten
- Langen
- Ähnliche Namen: Langer, Lange, Lang

## Namensträger
- Albrecht Langner (1928–2013), deutscher Rechtswissenschaftler
- Anette Langner (* 1961), deutsche Politikerin (SPD), MdL
- Anke Langner (* 1979), deutsche Erziehungswissenschaftlerin
- Beatrix Langner (* 1950), deutsche Literaturwissenschaftlerin
- Claudia Langner (* 1977), deutsche Moderatorin und Schauspielerin, siehe Claudia Hiersche
- Eric Langner (* 1966), deutscher Schauspieler und Synchronsprecher
- David Langner (* 1975), deutscher Politiker (SPD), Mitglied des Rheinland-Pfälzischen Landtags
- Edith Langner (1913–1986), deutsche Politikerin (CDU) und nordrhein-westfälische Landtagsabgeordnete
- Fritz Langner (1912–1998), deutscher Fußballspieler und Trainer
- Fritz Langner (Fußballspieler), deutscher Fußballspieler
- Hans Langner (Birdman; * 1964), deutscher Maler, Objekt- und Performance-Künstler (bevorzugtes Thema Vögel)
- Hans-Joachim Langner, deutscher Journalist
- Ilse Langner (1899–1987), deutsche Schriftstellerin
- Ingo Langner (* 1951), deutscher Autor, Publizist und Fernsehproduzent
- Jenny Langner (* 1988), deutsche Schauspielerin
- Joachim Langner (1929–2017), deutscher Architekt
- Jochen Langner (* 1971), deutscher Film- und Theaterschauspieler, Regisseur sowie Synchronsprecher
- Johann Gottlieb Langner (1814–1877), deutscher Unternehmer
- Karl Langner (1830–1895), deutscher Rittergutsbesitzer und Parlamentarier
- Kim Zarah Langner (* 1986), deutsche Schauspielerin
- Manfred Langner (1941–2024), deutscher Politiker (CDU)
- Manfred Rolf Langner (* 1958), deutscher Theaterregisseur und Intendant
- Marco Langner (Polizist) (* 1961), deutscher Polizist
- Marco Langner (Fußballspieler) (* 1969), deutscher Fußballspieler und Torwart-Trainer
- Margarete Langner (1906–1992), deutsche Politikerin (KPD/SED)
- Maria Langner, geborene Pollitzer (1901–1967), deutsche Schriftstellerin
- Maria Langner (Pseudonym), geborene Brau (* 1955), Pseudonym der deutschen Schriftstellerin Barbara Wendelken
- Marina Langner (* 1954), deutsches Fotomodell, Schönheitskönigin und Schauspielerin
- Martin Langner (* 1966), deutscher Klassischer Archäologe
- Oskar Langner (1923–2007), deutscher Jockey
- Paul Martin Langner (* 1956), deutscher Literaturwissenschaftler
- Peggy Langner (* 1981/1982), ehemalige deutsche Kinderdarstellerin
- Reinhold Langner (1905–1957), deutscher Holzbildhauer, Zeichner und Maler
- Władysław Langner (1896–1972), polnischer General